# Polia imbrifera
Polia imbrifera är en fjärilsart som beskrevs av Achille Guenée 1852. Polia imbrifera ingår i släktet Polia och familjen nattflyn. Inga underarter finns listade i Catalogue of Life.